# Мариенталь (монастырь)

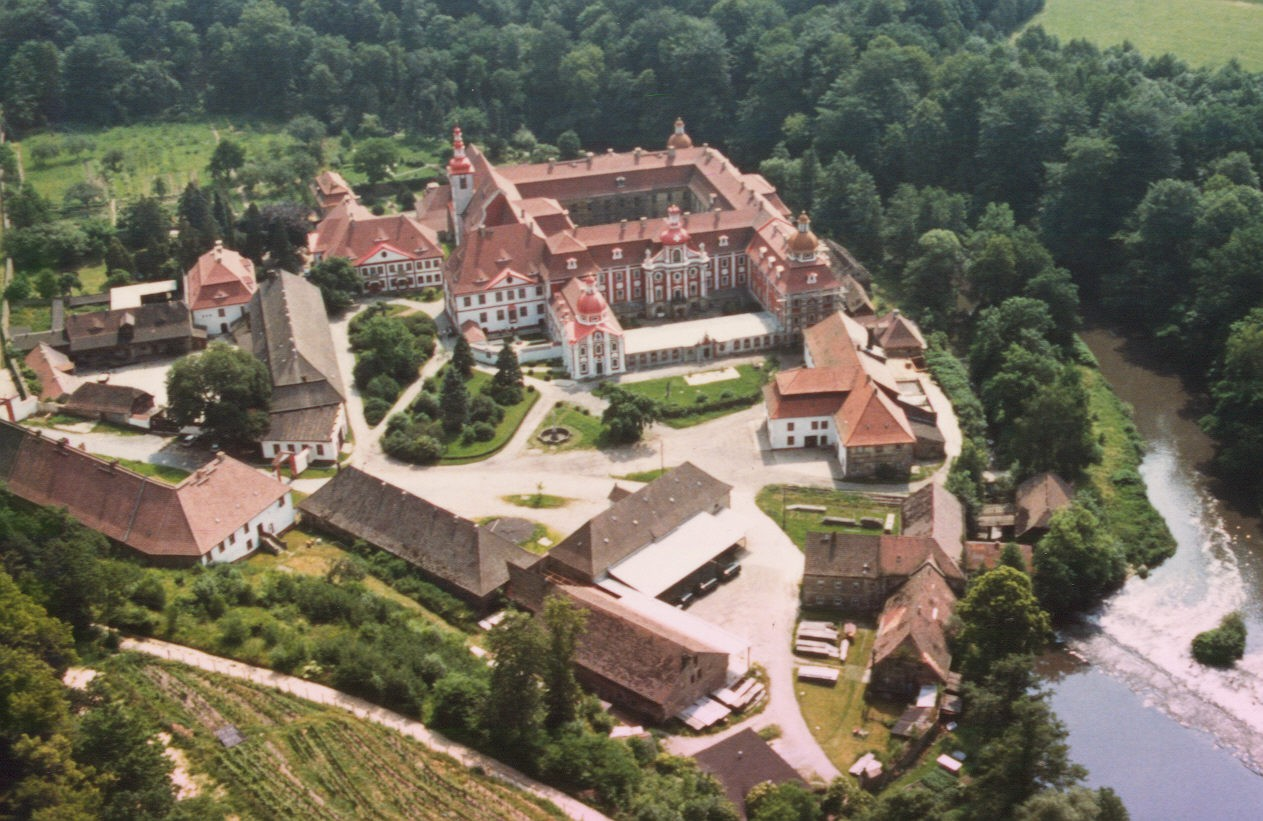
Монастырь Мариенталь

Монастырь Мариенталь (нем. Kloster St. Marienthal, чеш. Klášter Marienthal) — действующий монастырь, расположенный около небольшого городка Остриц на реке Нейсе в Саксонии. Основанный в 1234 году супругой богемского короля Вацлава I Кунигундой Швабской, является старейшим непрерывно действующим женским монастырём цистерцианок в Германии.
С 1955 года на попечении монастыря дом для инвалидов. В 1992 году на основе монастыря был организован международный информационный центр с двумя гостиницами, в которых размещаются приезжающие на мероприятия и семинары, проводимые также монастырским образовательным центром. В настоящее время монастырь имеет статус культурно-исторического комплекса, в который входят: аббатство, пробство, монастырская церковь, капелла; а также хозяйственные постройки — пекарня, пивоварня, лесопилка, мельница (в настоящее время недействующая). В 2006 году членами монастырской общины являлись 14 сестёр.

## История монастыря
Датой образования монастыря считается 14 октября 1233 года, когда богемская королева Кунигунда своей дарственной грамотой пожаловала для монастыря земли на берегу Лужицкой Нисы. В 1234 году монастырь вошёл в орден цистерцианцев (лат. Ordo Cisterciensis). В 1427 году он подвергся нападению гуситов и был разрушен. Монашкам удалось спастись бегством, они укрылись в Гёрлице. В течение XVI—XVII веков в монастыре случилось несколько пожаров, принёсших немалые разрушения, но самым большим был пожар 1683 года, когда монастырь сгорел полностью. К 1744 году он был полностью восстановлен уже в новом барочном виде. Во время Северной войны, с оккупацией шведами Саксонии, к которой теперь относились земли монастыря, монашкам в 1707 году вновь пришлось на некоторое время покинуть Мариенталь и укрыться в Богемии в городке Закупы (чеш. Zákupy, нем. Reichstadt).